# Tylko raz
Tylko raz – drugi album solowy polskiej piosenkarki Sylwii Przybysz. Wydawnictwo ukazało się 9 grudnia 2016 roku nakładem wytwórni muzycznej My Music.
Album zadebiutował na 15. miejscu polskiej listy przebojów – OLiS.

## Lista utworów
Opracowano na podstawie materiału źródłowego.
| Nr  | Tytuł utworu                                 | Długość |
| --- | -------------------------------------------- | ------- |
| 1.  | „Tylko raz”                                  | 3:35    |
| 2.  | „Nie poddam się” (gościnnie: Artur Sikorski) | 3:31    |
| 3.  | „Zmiany”                                     | 2:51    |
| 4.  | „Słońca blask”                               | 3:18    |
| 5.  | „Sunlight” (gościnnie: David Mark Bulley)    | 3:53    |
| 6.  | „Mój najlepszy dzień”                        | 3:38    |
| 7.  | „Podajesz mi dłoń”                           | 3:51    |
| 8.  | „From Dusk Till Dawn”                        | 3:44    |
| 9.  | „Dzień po dniu”                              | 3:57    |
| 10. | „Uwierzę”                                    | 3:52    |
| 11. | „Nie chcę więcej”                            | 2:44    |
| 12. | „Nie wiem czy będziesz”                      | 4:09    |
|     |                                              | 43:03   |